# Resolutie 1812 Veiligheidsraad Verenigde Naties
Resolutie 1812 van de Veiligheidsraad van de Verenigde Naties werd op 30 april 2008 met
unaniem door de VN-Veiligheidsraad aangenomen
en verlengde de vredesmacht in Soedan met een jaar.

## Achtergrond
Al in de jaren 1950 was zwarte zuiden van Soedan in opstand gekomen tegen het overheersende Arabische noorden.
De vondst van aardolie in het zuiden maakte het conflict er enkel maar moeilijker op.
In 2002 kwam er een staakt-het-vuren en werden afspraken gemaakt over de verdeling van de olie-inkomsten.
Verschillende rebellengroepen waren hiermee niet tevreden en in 2003 ontstond het conflict in Darfur tussen deze rebellen en de door de regering gesteunde janjaweed-milities.
Die laatsten gingen over tot etnische zuiveringen en in de volgende jaren werden in Darfur grove mensenrechtenschendingen gepleegd waardoor miljoenen mensen op de vlucht sloegen.

## Inhoud

### Handelingen
De Veiligheidsraad verlengde het mandaat van de UNMIS-vredesmacht in Soedan tot 30 april 2009.
Verder benadrukte ze het belang van de uitvoering van het Darfur-vredesakkoord en het Vredesakkoord
van Oost-Soedan. Op de Soedanese regering van nationale eenheid werd aangedrongen een volkstelling uit te
voeren en verkiezingen voor te bereiden.

## Verwante resoluties
- Resolutie 1779 Veiligheidsraad Verenigde Naties (2007)
- Resolutie 1784 Veiligheidsraad Verenigde Naties (2007)
- Resolutie 1828 Veiligheidsraad Verenigde Naties
- Resolutie 1841 Veiligheidsraad Verenigde Naties

Lijst ·  1795 ·  1796 ·  1797 ·  1798 ·  1799 ·  1800 ·  1801 ·  1802 ·  1803 ·  1804 ·  1805 ·  1806 ·  1807 ·  1808 ·  1809 ·  1810 ·  1811 ·  1812 ·  1813 ·  1814 ·  1815 ·  1816 ·  1817 ·  1818 ·  1819 ·  1820 ·  1821 ·  1822 ·  1823 ·  1824 ·  1825 ·  1826 ·  1827 ·  1828 ·  1829 ·  1830 ·  1831 ·  1832 ·  1833 ·  1834 ·  1835 ·  1836 ·  1837 ·  1838 ·  1839 ·  1840 ·  1841 ·  1842 ·  1843 ·  1844 ·  1845 ·  1846 ·  1847 ·  1848 ·  1849 ·  1850 ·  1851 ·  1852 ·  1853 ·  1854 ·  1855 ·  1856 ·  1857 ·  1858 ·  1859